# روبرت کخ (فیلم)
روبرت کخ (انگلیسی: Robert Koch) فیلمی آلمانی در سبک تاریخی و درام است که در سال ۱۹۳۹ منتشر شد.

## زندگینامه روبرت کخ
سومین فرزند از سیزده فرزند خانواده در دسامبر 1843 در کلاستهال بدنیا آمد . او تا پایان دوره ی دبیرستانش در این شهر ماند و بعد از آن به گوتینگن رفت . در اوایل مهاجرتش به گوتینگن در رشته ی علوم طبیعی تحصیل کرد اما پس از گذشت سه ترم رشته اش را به پزشکی عوض کرد.

## بازیگران
- امیل یانینگز
- ورنر کراوس
- پال اوتو
- برنهارد گوتزکه
- پاول بیلت
- تئودور لوس